# Aleurocerus tumidosus
Aleurocerus tumidosus es un hemíptero de la familia Aleyrodidae, con una subfamilia: Aleyrodinae. Fue descrita científicamente en 1923 por Bondar.